# Feral Interactive
Feral Interactive là một công ty phát hành được thành lập vào năm 1996 chuyên phát hành trò chơi điện tử và các phần mềm khác không phù hợp với các chương trình phát hành của những nhà phát hành lớn được thành lập. Hãng đảm nhận việc phát hành các game của Macintosh và có mối quan hệ với các nhà phát hành game khác như Electronic Arts, Eidos Interactive, Lionhead Studios và Ubisoft. Nguồn game của Feral đều lấy từ những nhà phát hành này để chuyển thể và phát hành trên hệ điều hành Macintosh.
Hầu hết các tựa game phát hành của Feral được phát triển nội bộ bởi Feral tuy nhiên trong một số trường hợp, họ còn được biết đến là đã hợp tác với các công ty khác. Phiên bản Macintosh của The Movies đã giành được giải thưởng BAFTA cho tựa game xuất sắc nhất trong thể loại mô phỏng (đa hệ). Năm 2012, Deus Ex: Human Revolution đã giành được giải thưởng thiết kế của Apple 2012.

## Game Mac
- Batman: Arkham Asylum
- Batman: Arkham City
- Battle Girl
- Battlestations: Midway
- Battlestations: Pacific
- Bionicle
- BioShock
- BioShock 2
- Black & White
- Black & White: Creature Isle Expansion
- Black & White 2
- Borderlands: Game of the Year Edition
- Brothers in Arms: Double Time
- Championship Manager 99/00
- Championship Manager 00/01
- Championship Manager 01/02
- Championship Manager 03/04
- Championship Manager 4
- Chessmaster 9000
- Commandos 2 – Một phần của Commandos Battle Pack
- Commandos 3 - Một phần của Commandos Battle Pack
- Deus Ex: Human Revolution
- DiRT 2
- Empire: Total War
- Enemy Engaged
- Fable: The Lost Chapters
- Ford Racing 2
- F1 Championship Season 2000
- Ghost Master
- Imperial Glory
- LEGO Batman
- LEGO Harry Potter: Years 1-4
- Lego Harry Potter: Years 5–7
- LEGO Indiana Jones: The Original Adventures
- LEGO Indiana Jones 2: The Adventure Continues
- LEGO Star Wars: The Complete Saga
- LEGO Star Wars II
- LEGO Star Wars III: The Clone Wars
- Mafia II: Director's Cut
- Max Payne
- Mini Ninjas
- The Movies
- The Movies: Stunts and Effects
- Oni
- Puzzler World
- Racing Days R
- Rayman 3: Hoodlum Havoc
- Republic: The Revolution
- Rome: Total War Gold Edition
- Screen Studio
- Sega Superstars Tennis
- Sheep
- Sid Meier's Pirates!
- Sonic & Sega All Stars Racing
- Sim Theme Park / Theme Park World
- ToCA Race Driver 3
- Tomb Raider: Anniversary
- Tomb Raider: Underworld
- Tropico
- Tropico 3: Gold Edition
- Total Immersion Racing
- Worms 3D
- Warrior Kings
- Who Wants To Be A Millionaire
- Worms Blast
- XIII
- CADA Block Lưu trữ ngày 22 tháng 7 năm 2021 tại Wayback Machine

## Bộ sưu tập
- Big Blue Box – Bao gồm:- Oni, Sim Theme Park / Theme Park World, Championship Manager 00/01, Racing Days R.
- Big Metal Box - Bao gồm:- Black & White, Oni, Max Payne, F1 Championship Season 2000
- Big Metal Box 2 - UK/Intl - Bao gồm:- Warrior Kings, Total Immersion Racing, XIII, Championship Manager 03/04.
- Big Metal Box 2 - US - Bao gồm:- Black & White, Warrior Kings, F1 Championship Season 2000, XIII.
- Big Red Box - Bao gồm:- Tropico, Sheep, Championship Manager 01/02, Who Wants To Be A Millionaire.
- Family Fun Pack 1 - Bao gồm:- Sheep, Worms Blast, Sim Theme Park / Theme Park World, Zoombini's Island Odyssey
- Family Fun Pack 2 - Bao gồm:- Worms 3D, Rayman 3: Hoodlum Havoc, Ghost Master, Children's Encyclopædia Britannica 2004 Edition
- Family Fun Pack 3 - Bao gồm:- Bionicle, Chessmaster 9000, 'Ford Racing 2, LEGO Star Wars II,